# Ameridion signaculum
Ameridion signaculum är en spindelart som först beskrevs av Claude Lévi 1959.  Ameridion signaculum ingår i släktet Ameridion och familjen klotspindlar. Inga underarter finns listade i Catalogue of Life.